# Kolektivní sport
Kolektivní sport je opakem individuálního, a jako takový je určen pro kolektiv hráčů. V kolektivních sportech proti sobě tedy nastupují dvě skupiny hráčů. Výsledek je výrazně vyšší měrou ovlivněn součinností a souhrou celého týmu, než individuálními výkony jednotlivých hráčů.
Pravidla jednotlivých kolektivních sportů stanovují počet hráčů na hřišti a možnosti střídání hráčů v průběhu hry. V rámci rekreačního provozování těchto sportů není samozřejmě bezpodmínečně nutné se těmito pravidly řídit a počet hráčů i podmínky střídání je možné upravit dle vlastních potřeb.
Průběh hry obvykle řídí a posuzuje více rozhodčích.
Významným vizuálním atributem kolektivních sportů je používání (vícedílných - triko, trenýrky, šortky, podkolenky, doplňky) dresů, které svou barevností a potiskem vyjadřují příslušnost ke konkrétnímu družstvu (klubu, oddílu, reprezentaci) a zpravidla jsou označeny i číslem a jménem svého nositele. Hlavním praktickým smyslem je usnadnit přehled o aktivitách (vč. dodržování pravidel) jednotlivých hráčů na hřišti - pro rozhodčí, diváky, sportovní komentátory atp. (Určitou obdobu nacházíme i u individuálních sportů, kdy sportovec vystupuje jako člen družstva - gymnastika, atletika, plavání apod.)

## Nejpopulárnější kolektivní sporty
- Baseball
- Florbal

Fotbal
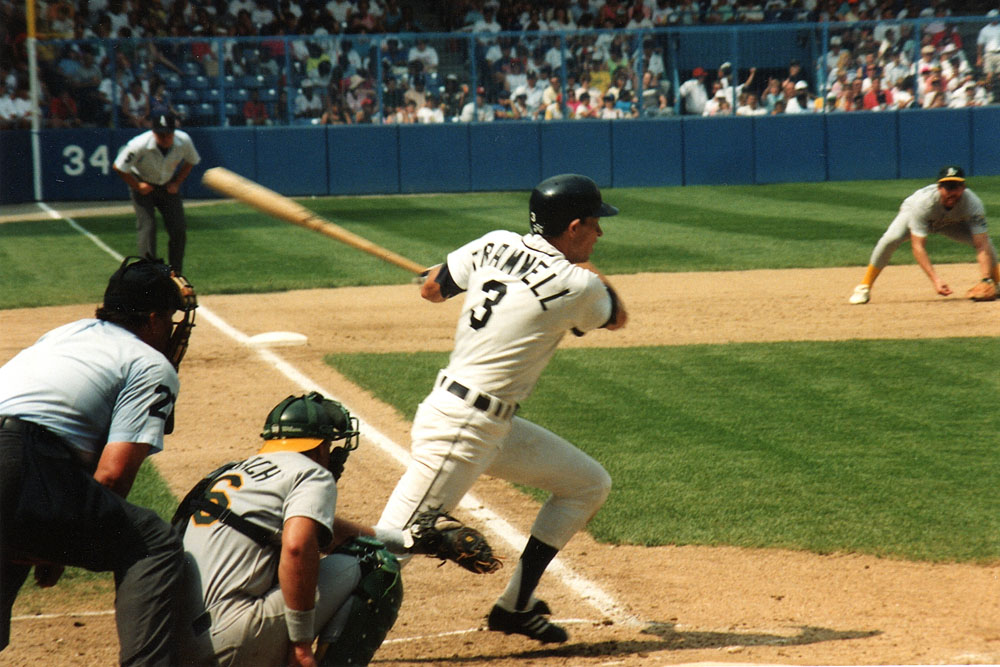
Baseball
Basketbal
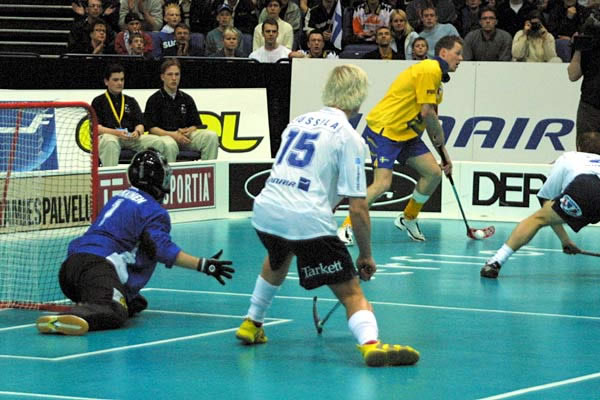
Florbal
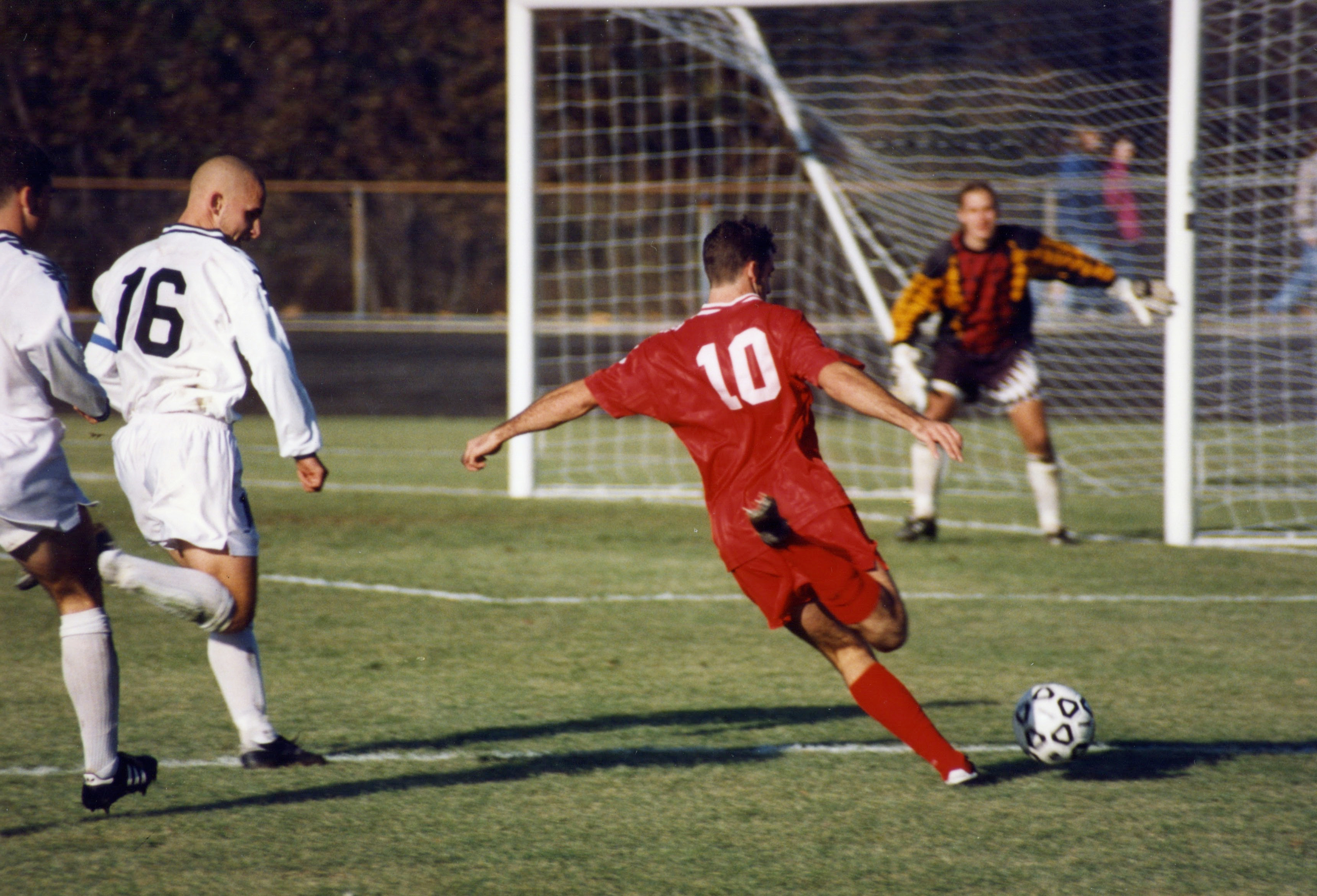
Fotbal
Lední hokej
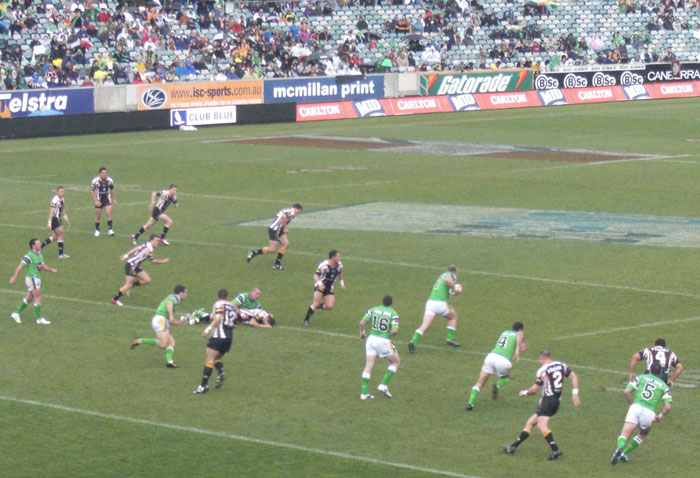
Ragby
Volejbal
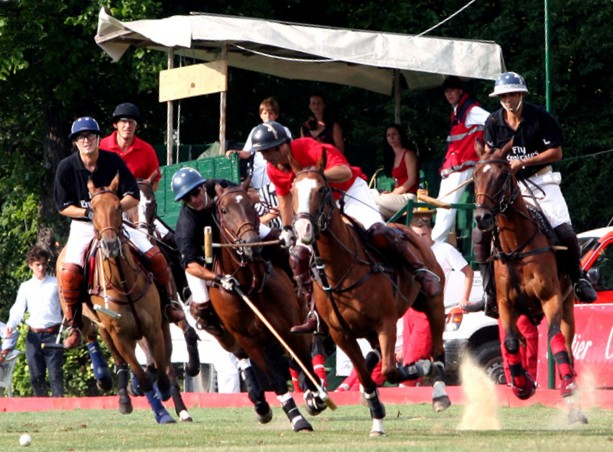
Pólo
Vodní pólo
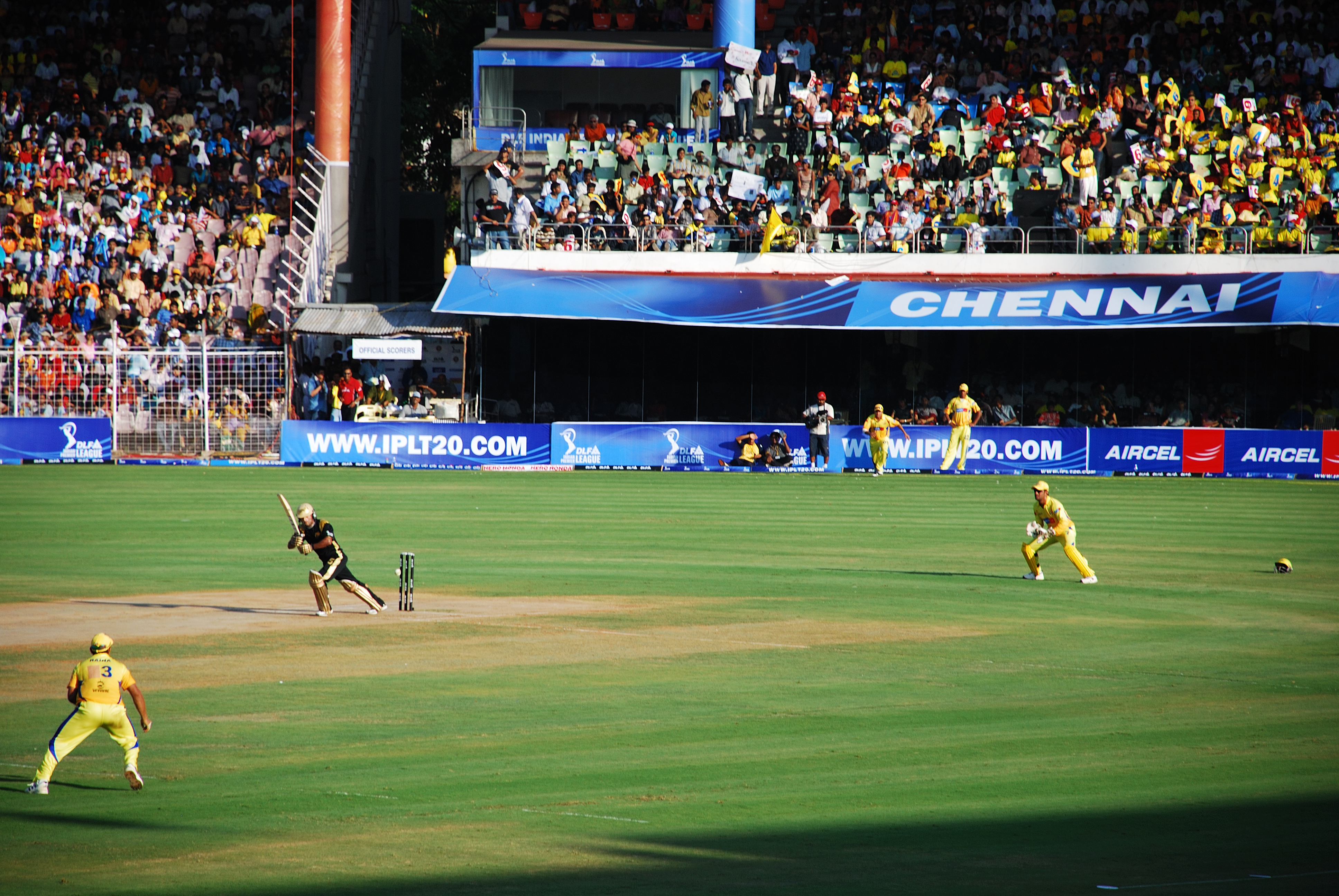
Kriket
Curling